# Tipula iberica
Tipula iberica är en tvåvingeart. Tipula iberica ingår i släktet Tipula och familjen storharkrankar.

## Underarter
Arten delas in i följande underarter:
- T. i. iberica
- T. i. spinula